# Ravelsbach
Ravelsbach osztrák mezőváros Alsó-Ausztria Hollabrunni járásában. 2022 januárjában 1614 lakosa volt. 

## Elhelyezkedése

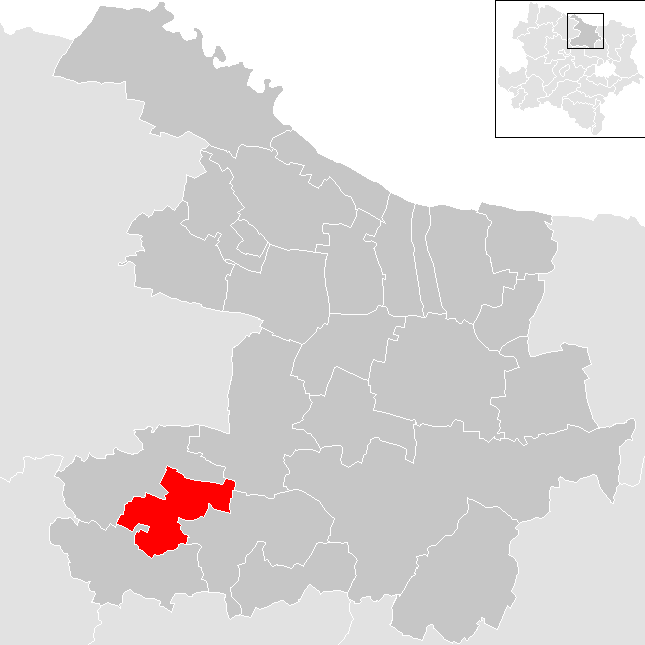
Ravelsbach a Hollabrunni járásban

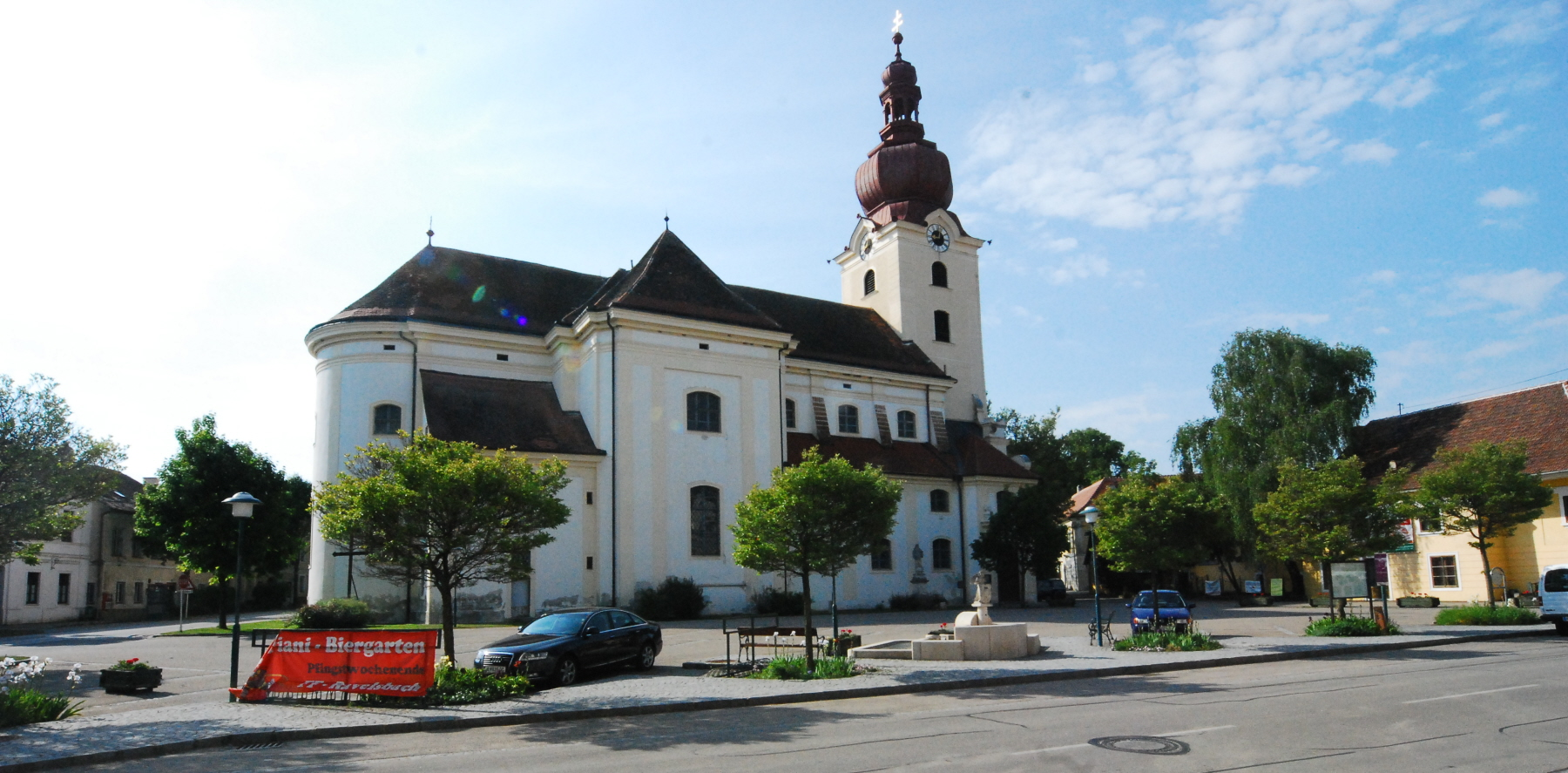
A Mária mennybevétele-plébániatemplom

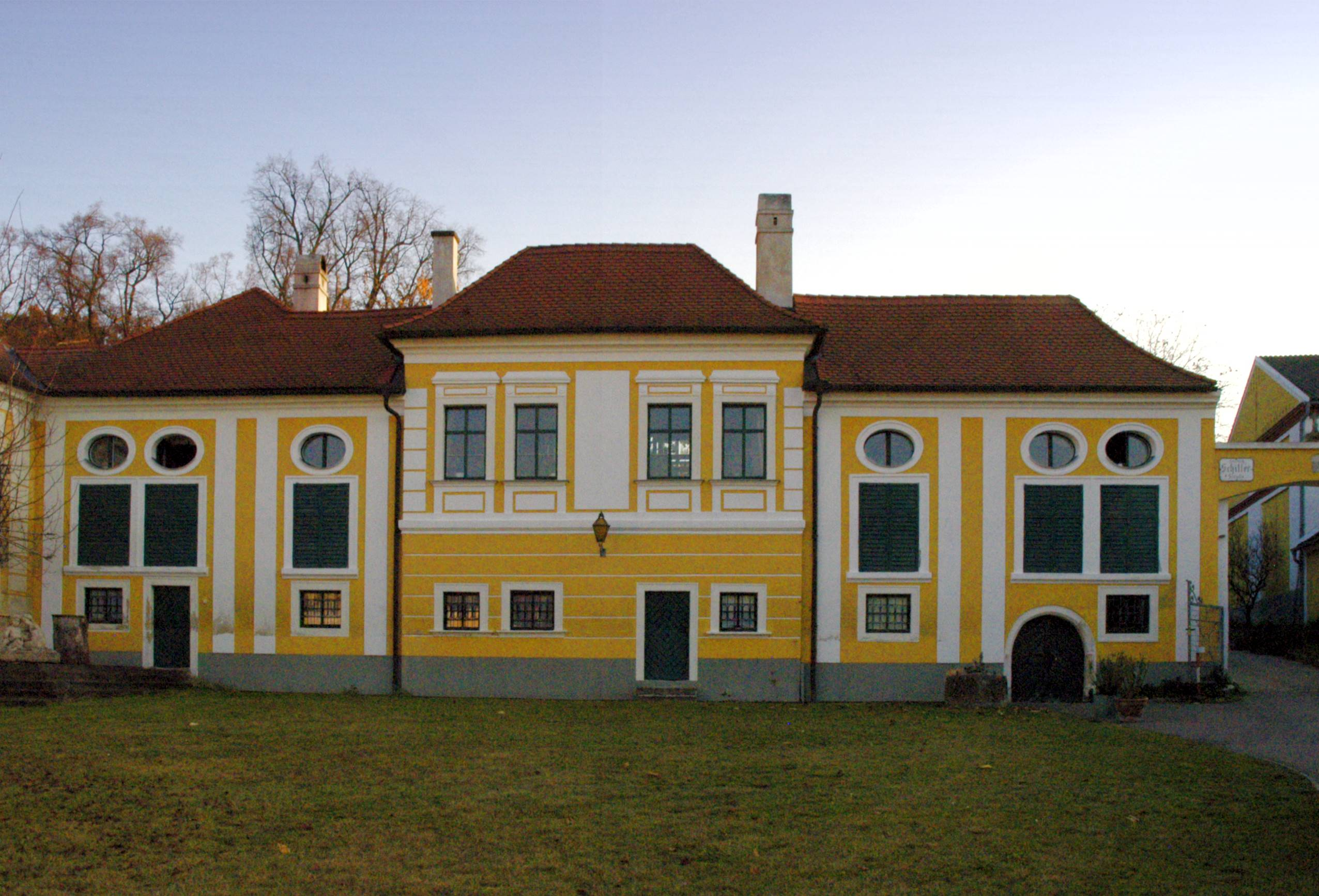
A Radlbrunnerhof

Ravelsbach a tartomány Weinviertel régiójában fekszik a Manhartsberg dombságának lábainál, a Ravelsbach folyó mentén. Területének 4,7%-a erdő, 82,4% áll mezőgazdasági művelés alatt. Az önkormányzat 7 települést egyesít: Baierdorf (82 lakos 2022-ben), Gaindorf (266), Minichhofen (108), Oberravelsbach (126), Parisdorf (131), Pfaffstetten (214) és Ravelsbach (687).
A környező önkormányzatok: északkeletre Sitzendorf an der Schmida, keletre Ziersdorf, délre Hohenwarth-Mühlbach am Manhartsberg, északnyugatra Maissau. 	

## Története
Ravelsbach területe a régészeti leletek alapján már az ős- és újkőkorban is lakott volt. Írott forrásokban először 1083-ban említik, Ramuoldespach alakban. Egyház községét 1110-ben alapította III. (Szent) Lipót őrgróf; ehhez akkor 32 falu tartozott. A vallási és közigazgatási központ Ravelsbachban fejlődött a kereskedelem és kézművesség. 1314-ben már mezővárosként hivatkoznak rá, 1339-ben pedig már iskolája is volt (a Hollabrunni járásban ez volt az első iskola). 1425-1430 között az Alsó-Ausztriába betörő husziták fosztogatták a mezővárost, 1481-ben pedig Mátyás magyar király csapatai szállták meg. A harmincéves háború során Torstenson svédjei kvártélyozták be magukat Ravelsbachba, 1679-1680 között pestisjárvány szedett áldozatokat, 1683-ban pedig a Bécset ostromló törökök fosztogatták a vidéket. 
1726-ban elkészült a mezőváros barokk stílusú új temploma. Egy 1786-os tűzvészben elpusztult a templomtorony teteje, akárcsak 17 lakóház. A napóleoni háborúk alatt, 1799-ben és 1813-ban francia csapatok rekviráltak Ravelsbachban. 
Az 1848-as forradalom során eltörölték a feudális birtokrendszert (Ravelsbach évszázadokig a melki apátság birtoka volt), megalakult a városi tanács és polgármestert választottak. Az 1866-os porosz-osztrák háborúban porosz katonák szállták meg a mezővárost, és az általuk behurcolt kolerajárványban 40-en haltak meg. 1870-ben a Bécs-Gmünd közötti Ferenc József-vasút elkészültével Ravelsbachot is bekötötték a vasúti hálózatba.   
Az első világháborúban a plébániatemplom két harangját beolvasztottak; újakat csak 1949-ben kapott a templom. 1967-ben Oberravelsbach, Baierdorf és Parisdorf, 1971-ben pedig Gaindorf, Pfaffstetten és Minichhofen falvakat csatolták a mezővárosi önkormányzathoz. 

## Lakosság
A ravelsbachi önkormányzat területén 2022 januárjában 1614 fő élt. A lakosságszám 1910-ben érte el a csúcspontját 2374 fővel, azóta enyhe, de folyamatos csökkenés tapasztalható.  2020-ban az ittlakók 95,1%-a volt osztrák állampolgár; a külföldiek közül 1,4% a régi (2004 előtti), 1,7% az új EU-tagállamokból érkezett. 1,1% az egykori Jugoszlávia (Szlovénia és Horvátország nélkül) vagy Törökország, 0,7% egyéb országok polgára volt. 2001-ben a lakosok 89,1%-a római katolikusnak, 4,3% mohamedánnak, 4,5% pedig felekezeten kívülinek vallotta magát. Ugyanekkor 9 magyar élt a mezővárosban; a legnagyobb nemzetiségi csoportot a németek (94,2%) mellett a szerbek alkották 0,6%-kal.
A népesség változása:

| 2016 | 1 603 |
| 2018 | 1 580 |

## Látnivalók
- a Mária mennybevétele-plébániatemplom és a 17. századi plébánia
- a gaindorfi Szt. Rókus és Sebestyén-kápolna
- az 1763-as Radlbrunnerhof

## Fordítás
- Ez a szócikk részben vagy egészben  a   Ravelsbach című német Wikipédia-szócikk ezen változatának fordításán alapul.  Az eredeti cikk szerkesztőit annak laptörténete sorolja fel. Ez a jelzés csupán a megfogalmazás eredetét és a szerzői jogokat jelzi, nem szolgál a cikkben szereplő információk forrásmegjelöléseként.